# 平親輔
平 親輔（たいら の ちかすけ）は、平安時代末期から鎌倉時代初期の公家。刑部権大輔・平信季の子。内蔵頭・平信基の養子。

## 経歴
安元3年（1177年）左近衛将監に任官し、後白河院院司となる。寿永2年（1183年）正月に安徳天皇の六位蔵人に補せられるが、同年7月の平家の都落ちには同行せず、後鳥羽天皇践祚後の9月に従五位下に叙爵した。元暦元年（1184年）兵部少輔に任ぜられると、文治3年（1187年）従五位上に昇叙され、建久元年（1190年）には兵部少輔を辞する代わりに正五位下に叙せられている。
後鳥羽院政期に入り、正治2年（1200年）勘解由次官に任ぜられ、建永元年（1206年）土御門天皇の五位蔵人を兼ねる。承元元年（1207年）右少弁に遷ると、承元2年（1208年）左少弁、承元3年（1209年）従四位下・左中弁、承元4年（1210年）従四位上・右大弁、建暦元年（1211年）左大弁兼蔵人頭と弁官を務めながら昇進する。建暦2年（1212年）正月に正四位下に昇叙され、5月には従三位に叙せられて公卿に列した。
治部卿を引き続き兼帯したが、建保3年（1215年）12月22日に出家。最終官位は治部卿従三位。近衛基通の執事、近衛家実の家司、厩別当などを務めた。

## 官歴
『公卿補任』による。
- 安元3年（1177年） 正月24日：左近衛将監。日付不詳：後白河院判官代
- 寿永2年（1183年） 正月7日：六位蔵人。9月22日：従五位下（先朝蔵人、左近将監）
- 元暦元年（1184年） 10月6日：兵部少輔
- 文治3年（1187年） 正月5日：従五位上。5月20日：復任（祖父）
- 文治5年（1189年） 正月18日：長門介（兵部少輔兼国）
- 建久元年（1190年） 10月26日：正五位下（辞少輔叙之）
- 正治2年（1200年） 正月2日：勘解由次官
- 建仁3年（1203年） 正月13日：越後権介
- 建永元年（1206年） 10月20日：五位蔵人。22日：聴禁色
- 承元元年（1207年） 10月29日：右少弁（止次官蔵人）
- 承元2年（1208年） 10月12日：左少弁
- 承元3年（1209年） 正月13日：右中弁。正月17日：従四位下。4月14日：左中弁。4月21日：装束使。4月27日：兼左宮城使
- 承元4年（1210年） 正月14日：伊勢権守（装束使兼国）。8月21日：従四位上（春日行幸賞）。9月8日：右大弁
- 建暦元年（1211年） 正月18日：左大弁。10月12日：治部卿、蔵人頭
- 建暦2年（1212年） 正月5日：正四位下。5月21日：従三位、治部卿如元
- 建保3年（1215年） 12月22日：出家（治部卿従三位）

## 系譜
『系図纂要』による。
- 養父：平信基
- 実父：平信季
- 母：不詳
- 妻：藤原実教の娘
  - 次男：平時高（1196-1254）
- 生母不詳の子女
  - 長男：平範輔（1192-1235）